# Bazoche

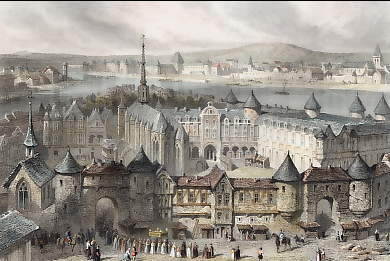
Het justitiepaleis, het Parlement, waar de bazochards woonden en werkten.

Bazoche of basoche was oorspronkelijk de gilde van klerken van het Parlement van Parijs. Het woord bazoche is oudfrans voor basilica, hier in de betekenis van curia regis of koninklijk paleis, wat overigens de oorsprong was van het Parlement van Parijs. De basochards of leden van de bazoche woonden in het justitiepaleis. Uit hun midden werden de procureurs gekozen voor de ordehandhaving.
Ook Franse steden buiten Parijs kenden een bazoche van hun eigen parlement tijdens het ancien régime: Toulouse, Bordeaux, Rouen en Dijon. De bazoches bestonden van de 15e eeuw tot de Franse Revolutie. Hun hoogtepunt was in de 15e en 16e eeuw. 
De gilde organiseerde zich, op ironiserende wijze, met een eigen koning, kanselier, bisschop en hofraden. Aanvankelijk mocht de bazoche religieuze taferelen spelen voor de Notre Dame in Parijs. Gaandeweg werd het een vereniging van klerken en niet-klerken die satirische stukken opvoerden. Zo was er sprake van Jeux de Farce of Jeux de Sotise. Dit waren hun theaterstukken met uitsluitend persiflages en komedie. Op Mardi Gras vonden de grootste optochten van de bazoches plaats. De bazoches droegen duidelijk bij tot de ontwikkeling van middeleeuwse komedies in Parijs. Franse koningen poogden de bazoches af te schaffen omwille van hun opruiende satire, maar dat lukte eigenlijk niet. Zo was bijvoorbeeld Hendrik III misnoegd over het optreden van de roi des basoches, ook wel roi pour rire genoemd. Hij had het gehad met de bazoche en verbood (tijdelijk) deze vertoningen.
Bazoche heeft vandaag een pejoratieve betekenis. Het is een smalende term over rechtspleging. 
- Gemeinsame Normdatei: 1087301890
- Virtual International Authority File: 1283145857066722921422